# Kangasjärvi (sjö i Jockas, Södra Savolax)
Kangasjärvi är en sjö i kommunen Jockas i landskapet Södra Savolax i Finland. Sjön ligger 105,3 meter över havet. Arean är 62 hektar och strandlinjen är 5,45 kilometer lång. Sjön  ingår i Vuoksens huvudavrinningsområde.   Den ligger omkring 24 kilometer nordöst om S:t Michel och omkring 230 kilometer nordöst om Helsingfors. 